# Sandro Sinigaglia
Alessandro Sinigaglia, detto Sandro (Oleggio Castello, 28 aprile 1921 – Arona, 12 settembre 1990), è stato un poeta e partigiano italiano.

## Biografia
Sandro (Alessandro) Sinigaglia nasce il 28 aprile 1921 a Oleggio Castello, in provincia di Novara, da padre lombardo e madre piemontese. Compie gli studi ginnasiali ad Arona e liceali a Novara. Si iscrive alla Facoltà di Lettere e Filosofia dell'Università Statale di Milano, che abbandona allo scoppio della guerra.
Antifascista, negli anni 1943-44 partecipa alla guerra di liberazione dell'Ossola militando nelle Brigate Matteotti. Nel 1944 ripara in Svizzera dopo aver messo in salvo dai fascisti la biblioteca di Gianfranco Contini — conosciuto l'anno prima — presso il Collegio dei Padri Rosminiani, di fronte a casa sua, allora in via Vagna, di Domodossola.
Nel 1947, accantonata l'idea di una tesi su Piero Gobetti suggeritagli da Contini, si laurea in Estetica con Antonio Banfi su Italo Svevo, quindi entra nell'industria di gemme sintetiche per orologi diretta dal padre Luigi assumendo la direzione di uno degli stabilimenti, a Premosello. Nel 1954, con la mediazione di Contini, pubblica nella «Biblioteca di Paragone», diretta da Roberto Longhi e Anna Banti, la sua prima raccolta, Il flauto e la bricolla. Insegna italiano e latino al Liceo scientifico del Collegio Mellerio-Rosmini di Domodossola fino al 1960.
Nel 1968 la sua azienda subisce un tracollo e Sinigaglia si trasferisce con la famiglia a Milano, dove trova un impiego prima nella redazione della De Agostini, poi, nel 1974, alla casa editrice Ricciardi di Raffaele Mattioli, in cui lavora alla collana dei «Classici italiani», nonché al Folengo e al Pascoli curati rispettivamente da Carlo Cordiè e Maurizio Perugi. Nel 1979 si dimette per stabilirsi definitivamente ad Arona, dove muore il 12 settembre 1990.

## Opere poetiche
- Il flauto e la bricolla, «Biblioteca di Paragone», XVI, Firenze, Sansoni, 1954;
- La Camena gurgandina, a cura e con intr. di Maria Corti, Torino, Einaudi, 1979;
- Versi dispersi e nugaci, Milano, Scheiwiller, 1990;
- Poesie, intr. di Silvia Longhi, a cura di Paola Italia, Milano, Garzanti, 1997.